# Кедронска долина
Кедронска долина (Кедрон), је долина кроз коју протиче поток Кедрон, односно то је долина која раздваја Јерусалим и Храм од Маслинске горе, на истоку.
По библијском предању, Давид је више пута прелазио ову долину за време борби против Авесалома. Исус Христос је више пута ишао овом долином на путу у Гетсимански врт.
- На стрмој страни Кедронске долине, усред пустиње, између Витлејема и Мртвог мора, налази се један од најстаријих и најзначајнијих ,православни манастир Светог Саве Освећеног. Велики допринос развоју и опстанку овог православног манастира су дали српски монаси, који су њиме управљали преко 130 година.

## Галерија
- Кедронска долина, јерусалим, 1886
- Кедронска долина, Јерусалим, 1910
- Поглед са Старог града у Јерусалиму, на Кедронску долину
- Кедронска долина, поглед на манастир Св. Сава Освећени
- Кедронска долина, 1906
- Поглед на Кедронску долину
- Кедронска долина, у позадини манастир Св. Сава Освећени(Мар Саба)
- Кедронска долина